# 위험한 연인 (1969년 영화)
《위험한 연인》(Daddy's Gone A-Hunting)은 미국에서 제작된 마크 롭슨 감독의 1969년 영화이다. 캐롤 화이트 등이 주연으로 출연하였고 마크 롭슨 등이 제작에 참여하였다.

## 출연

### 주연
- 캐롤 화이트
- 폴 버크
- 말라 파워즈

### 조연
- 스콧 하이랜즈
- 제임스 시킹
- 월터 브룩
- 마틸다 캘넌
- 데니스 패트릭
- 배리 카힐
- 진 라이온스

## 기타
- 의상: 트라빌라
- 배역: 하비 클레몽